# Tourtouse
Tourtouse é uma comuna francesa na região administrativa de Occitânia, no departamento de Ariège. Estende-se por uma área de 11,87 km². Em 2010 a comuna tinha 157 habitantes (densidade: 13,2 hab./km²).